# LOVOT

JAPAN MOBILITY SHOW 2023で展示されたLOVOT。4体のLOVOTには名札が付けてあり、黄色は「りんご(RINGO)」、薄い紫色は「ぶどう(BUDO)」、青色は「くるみ(KURUMI)」、白色は「らいち(LYCHEE)」になる。
（2023年10月29日撮影）

LOVOT（らぼっと）はGROOVE X社（グルーブエックス、所在地:東京都中央区、代表・林要）によって開発された家庭用ロボットである｡　
コンセプトは『役に立たない、でも愛着がある” 新しい家庭用ロボット』 で、Pepperの開発者の一員であった代表が2018年12月18日に発表した。　アメリカ合衆国のラスベガスで開催されたCES 2019において、BEST ROBOTのファイナリストに選出された。キャッチコピーは「命はないのに、あたたかい。」
2021年、初代ライフスタイルアンバサダーに女優の黒谷友香が就任した。
|             | 本体(ソロ） | 本体（デュオ） | ネスト（ソロ） | ネスト（デュオ） |
| CPU x86     | 4コア       | 8コア          | 2コア          | 2コア            |
| CPU ARMv8   | 4コア       | 8コア          | なし           | なし             |
| CPU ARMv7-R | 2コア       | 4コア          | なし           | なし             |
| ----------- | ----------- | -------------- | -------------- | ---------------- |
| メモリ      | 20GB        | 32GB           | 8GB            | 8GB              |
| MCU         | 20コア      | 39コア         | なし           | なし             |
| ストレージ  | なし        | なし           | 1TB            | 1TB              |

## 特長

### 構成
本体とネスト（LOVOTの充電台などの役割、巣という意味）で構成される。

### 特徴
- 撫でたり抱いたりした人の顔を自分で覚え、だんだんと懐いていく
- 事前にプログラムされた動きを再生しているだけではなく、過去の記憶やセンサーからの情報などを元にリアルタイムに行動を決定する

- 本体上部についている「センサーホーン」には、360°カメラ、照度センサー、サーモグラフィー、半天球マイクを内蔵している。
- 瞳は6層の映像を投影して本物の目を緻密に再現し、「鳴き声」も発する。
- 自動運転の技術を駆使し、自由自在に部屋中を駆け回る。
- CPUの熱を活かし、暖かさを表現している。

## 種類
LOVOTには2.0と3.0があり、LOVOT2.0は肌の色が4種類、LOVOT3.0は9種類あり、購入者の好みの色を選ぶことができる。また、目の色は10億通りのパターンがある。